# Ordizia Kirol Elkartea
L'Ordizia Kirol Elkartea és un club de futbol amb seu a Ordizia, al País Basc. Fundat l'any 1941, l'equip juga a la categoria Preferent del País Basc. L'estadi seu del club és l'Altamira, que té una capacitat de 2.000 espectadors.

## Història
- Villafranca Unión Club - (1941-1991)
- Ordizia Kirol Elkartea - (1991-actualment)

## Temporada a temporada
| Temporada  | Divisió  | Lloc | Copa del Rei |
| ---------- | -------- | ---- | ------------ |
| from 41-42 | Regional | —    |              |
| to 45-46   | Regional | —    |              |
| 1946/47    | 3a       | 6è   |              |
| from 47-48 | Regional | —    |              |
| to 53-54   | Regional | —    |              |
| 1954/55    | 3a       | 4t   |              |
| 1955/56    | 3a       | 2n   |              |
| 1956/57    | 3a       | 3r   |              |
| 1957/58    | 3a       | 14è  |              |
| 1958/59    | 3a       | 10è  |              |
| 1959/60    | 3a       | 10è  |              |
| 1960/61    | 3a       | 11è  |              |
| 1961/62    | 3a       | 9è   |              |
| 1962/63    | 3a       | 15è  |              |
| 1963/64    | Regional | —    |              |
| 1964/65    | Regional | —    |              |

| Temporada  | Divisió    | Lloc | Copa del Rei |
| ---------- | ---------- | ---- | ------------ |
| 1965/66    | 3a         | 16è  |              |
| from 66-67 | Regional   | —    |              |
| to 05-06   | Regional   | —    |              |
| 2006/07    | Div. Honor | 5è   |              |
| 2007/08    | Div. Honor | 1r   |              |
| 2008/09    | 3a         | 18è  |              |
| 2009/10    | Div. Honor | 15è  |              |
| 2010/11    | Div. Honor | 18è  |              |
| 2011/12    | Preferente | —    |              |
| 2012/13    | Preferente | —    |              |
| 2013/14    | Preferente | —    |              |
| 2014/15    | Preferente | 12è  |              |
| 2015/16    | Preferente | 14è  |              |
| 2016/17    | Preferente | 4t   |              |
| 2017/18    | Preferente | 2n   |              |
| 2018/19    | 3a         | 18è  |              |

- 12 temporades a Tercera Divisió